# Jaka Kolenc
Jaka Kolenc (ur. 23 lutego 1994 w Novej Goricy) – słoweński piłkarz grający na pozycji defensywnego pomocnika w klubie NK Radomlje. Wychowanek i wieloletni zawodnik ND Gorica.